# Leo Sotornik
Leo Sotornik (Ostrava, Checoslovaquia, 11 de abril de 1926-Praga, 14 de marzo de 1998) fue un gimnasta artístico checoslovaco, especialista en la prueba de salto de potro, con la que logró ser campeón mundial en Roma 1954.

## Carrera deportiva
Su mayor éxito fue lograr el campeonato mundial en salto de potro en Roma 1954, quedando situado en el podio por delante del alemán Helmut Bantz y soviético Sergei Dzhayani; y seis años antes, en los JJ. OO. de Londres 1948 también había conseguido medalla en la misma prueba, la de bronce.